# Guvernul Mihai Răzvan Ungureanu
Guvernul Mihai Răzvan Ungureanu a deținut puterea executivă în România de la 9 februarie 2012 până la 7 mai 2012.

## Istoric
Guvernul a fost numit prin decretul 260 din 9 februarie 2012, [nefuncțională]
 după ce primul ministru Emil Boc a depus mandatul cabinetului Emil Boc (2) la 6 februarie 2012, ca reacție la manfestațiile de protest din București și din marile orașe ale țării.
La 27 aprilie 2012, guvernul a fost demis prin moțiune de cenzură, fiind al doilea guvern de după Revoluție care a fost demis în felul acesta.
A continuat ca un executiv interimar, timp de 10 zile, până în 7 mai 2012.

## Componența
| Primul Ministru                                            | Nume                               | Partid      | În funcție din   | Până la                                   |
| ---------------------------------------------------------- | ---------------------------------- | ----------- | ---------------- | ----------------------------------------- |
| Primul Ministru al României                                | Mihai Răzvan Ungureanu             | Independent | 9 februarie 2012 | 7 mai 2012                                |
| Viceprim-ministru                                          | Nume                               | Partid      | În funcție din   | Până la                                   |
| Viceprim-ministru                                          | Béla Markó                         | UDMR        | 9 februarie 2012 | 7 mai 2012                                |
| Portofolii                                                 | Nume                               | Partid      | În funcție din   | Până la                                   |
| Ministerul Justiției                                       | Cătălin Predoiu                    | Independent | 9 februarie 2012 | 7 mai 2012                                |
| Ministerul Apărării Naționale                              | Gabriel Oprea                      | UNPR        | 9 februarie 2012 | 7 mai 2012                                |
| Ministerul Culturii                                        | Hunor Kelemen                      | UDMR        | 9 februarie 2012 | 7 mai 2012                                |
| Ministerul Agriculturii                                    | Stelian Fuia                       | PDL         | 9 februarie 2012 | 7 mai 2012                                |
| Ministerul Sănătății Publice                               | Ladislau Ritli                     | UDMR        | 9 februarie 2012 | 7 mai 2012                                |
| Ministerul Afacerilor Externe                              | Cristian Diaconescu                | UNPR        | 9 februarie 2012 | 7 mai 2012                                |
| Ministerul Economiei și Comerțului                         | Lucian Bode                        | PDL         | 9 februarie 2012 | 7 mai 2012                                |
| Ministerul Finanțelor Publice                              | Bogdan Drăgoi                      | PDL         | 9 februarie 2012 | 7 mai 2012                                |
| Ministerul Muncii                                          | Claudia Boghicevici                | PDL         | 9 februarie 2012 | 7 mai 2012                                |
| Ministerul Mediului                                        | László Borbély                     | UDMR        | 9 februarie 2012 | 5 aprilie 2012                            |
| Ministerul Mediului                                        | Mihai Răzvan Ungureanu (interimar) | Independent | 5 aprilie 2012   | 10 aprilie 2012                           |
| Ministerul Mediului                                        | Attila Korodi                      | UDMR        | 10 aprilie 2012  | 7 mai 2012                                |
| Ministerul Transporturilor și Infrastructurii              | Alexandru Nazare                   | PDL         | 9 februarie 2012 | 7 mai 2012                                |
| Ministerul Administrației și Internelor                    | Gabriel Berca                      | PDL         | 9 februarie 2012 | 7 mai 2012                                |
| Ministerul Educației, Cercetării, Tineretului și Sportului | Cătălin Baba                       | PDL         | 9 februarie 2012 | 7 mai 2012                                |
| Ministerul Dezvoltării Regionale și Turismului             | Cristian Petrescu                  | PDL         | 9 februarie 2012 | 7 mai 2012                                |
| Ministerul Comunicațiilor și al Societății Informaționale  | Răzvan Mustea-Șerban               | PDL         | 9 februarie 2012 | 7 mai 2012                                |
| Ministerul Afacerilor Europene                             | Leonard Orban                      | Independent | 9 februarie 2012 | activitate continuată în guvernul următor |